# つるまいかだ
つるまいかだは、日本の漫画家。愛知県出身。性別や年齢、顔は公表していない。

## 来歴
2018年、同人誌即売会「COMITIA123｣に参加。現地で講談社が開催している「即日新人賞」に同人作品『鳴きヤミ.』をエントリーし、アフタヌーン編集部から優秀賞を授与される。
会社員を辞め、2冊目の同人誌『女神になんてなれない』を発表。
2020年5月から『月刊アフタヌーン』（講談社）で『メダリスト』を連載。本作は2025年1月からテレビアニメが放送されている。

## 人物
つるまいかだは、会社員時代から声優の春瀬なつみのファンであり、「春瀬さんに主人公の声を演じてもらうのが夢です」と書かれた手紙を春瀬に送っている。また、春瀬の非公式のファン同人誌『#なぴかわ』を描いたり、春瀬のサイン会の様子をまとめたレポート漫画をX（旧Twitter）に公開した。実際に春瀬は、テレビアニメ『メダリスト』で結束いのり役の声を担当している。
小学生の頃は、漫画『鋼の錬金術師』にハマっており、尊敬する漫画家として作者である荒川弘の名を挙げている。
大学生の頃は、自身で作成したWEBサイトで漫画を公開しており、作品のクオリティを気にして何度も描き直していた。
会社員の頃に、名古屋の地下鉄をジャックしていた『八十亀ちゃんかんさつにっき』の広告を見て「自分も将来こんな風にリアルの場でも愛される漫画を描きたい」と思い、同作とコラボをするのを夢見ていた。のちに作者の安藤正基がメダリストを絶賛し、コラボ漫画を実現させている。

## 作品リスト

### 漫画作品
- 鳴きヤミ. - 同人誌[3]。
- 女神になんてなれない - 同人誌[3]。
- #なぴかわ - 同人誌[5]。
- メダリスト（『月刊アフタヌーン』2020年5月号 - 連載中）

### 書籍
- 『メダリスト』、講談社〈アフタヌーンKC〉、既刊13巻（2025年6月23日現在）

## 評価
- 2022年8月、『メダリスト』が「次にくるマンガ大賞2022」でコミックス部門1位を受賞[1]。
- 2023年1月、『メダリスト』が「第68回 小学館漫画賞」で一般向け部門を受賞[1]。
- 2024年5月、『メダリスト』が「第48回 講談社漫画賞」で総合部門を受賞[1]。